# نويل سوليفان (مغني)
نويل سوليفان (بالإنجليزية: Noel Sullivan)‏ هو مغني بريطاني، ولد في 28 يوليو 1980 في كارديف في المملكة المتحدة.

## وصلات خارجية
- نويل سوليفان على موقع IMDb (الإنجليزية)
- نويل سوليفان على موقع ميوزك برينز (الإنجليزية)
- نويل سوليفان على موقع ديسكوغز (الإنجليزية)
- نويل سوليفان على موقع قاعدة بيانات الفيلم (الإنجليزية)